# Snježna lavina
Snježna lavina je naziv za rušenje velikih masa snijega niz strme planinske padine, najčešće zimi i u rano proljeće.
Često izaziva velike štete i ljudske žrtve, iako su one, s obzirom na relativno slabu naseljenost planinskih područja, svojim razmjerima obično ograničene u usporedbi s drugim katastrofama.